# Puy Mary

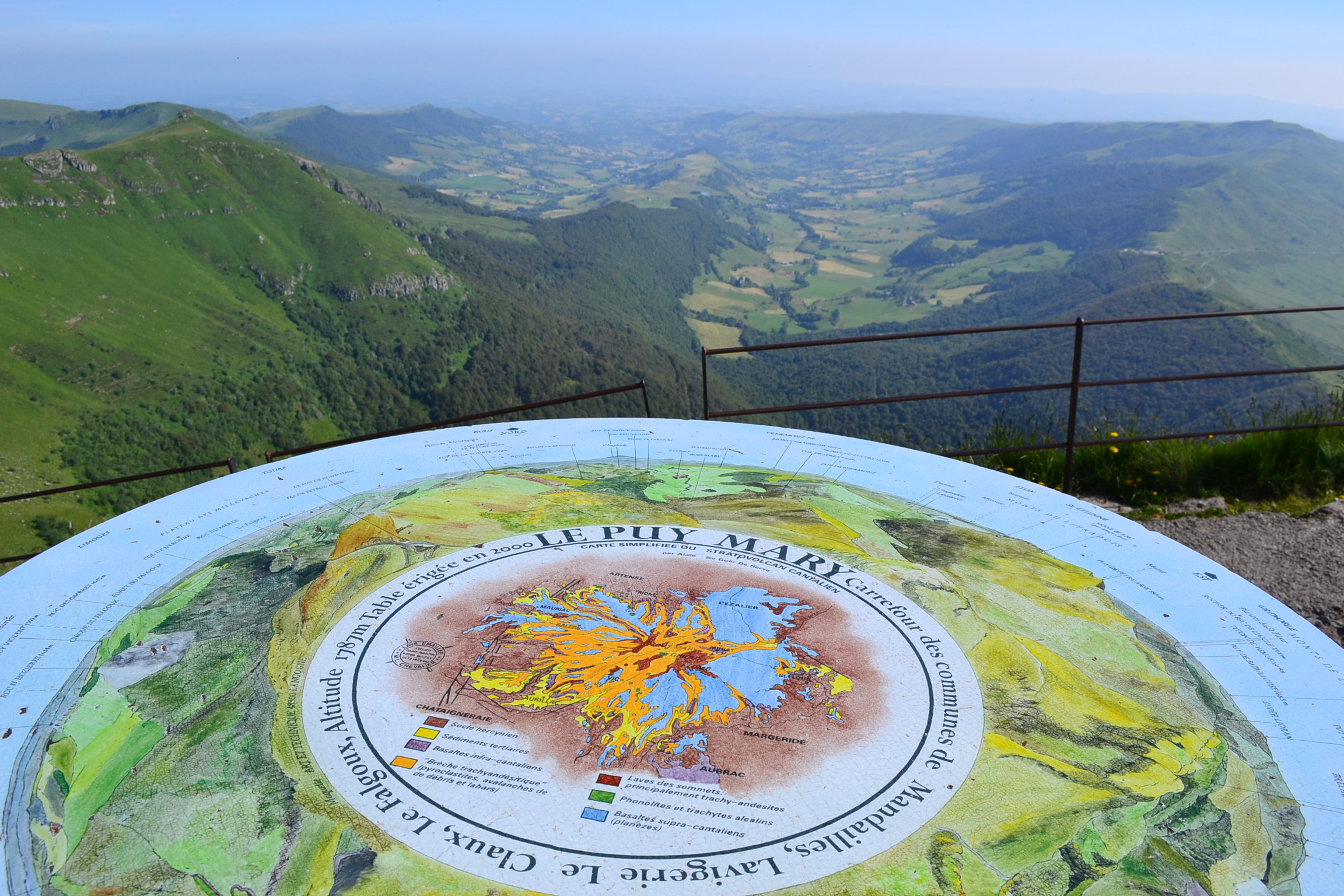
Oriëntatietafel op de top van de Puy Mary

De Puy Mary is een van de hoogste bergen in het Cantalgebergte in het Centraal Massief. De top bevindt zich op een hoogte van 1783 meter in de gemeente Le Claux. De berg heeft een vulkanische oorsprong. De plek kreeg het keurmerk Grand Site de France.
Op 11 september 2020 was de finish van de dertiende etappe van de Tour de France op de Pas de Peyrol op een hoogte van 1589 meter, ten noordwesten van de top van de Puy Mary. Deze etappe werd gewonnen door de Colombiaan Daniel Felipe Martínez.
De Puy Mary ligt op de route van de wandelweg GR 400. Vanaf de Pas de Peyrol is de bergtop goed te bereiken via een aangelegd wandelpad. Vanaf de oostelijke zijde loopt het wandelpad vanaf de Col de Cabre over de steile Brèche de Roland.